# Pod prąd (film polski)
Pod prąd – film dokumentalny z 2009 roku, zrealizowany przez Macieja Gawlikowskiego (scenariusz i reżyseria), poświęcony historii Konfederacji Polski Niepodległej.
To pierwszy film dokumentalny poświęcony historii najstarszej niepodległościowej i antykomunistycznej partii politycznej w PRL.
Został wyprodukowany przez Film Open Group sp. z o.o. na zlecenie Telewizji Polskiej w związku z 30. rocznicą powstania KPN. Mimo że film przeszedł pozytywną kolaudację, długo nie był pokazywany w TVP, stając się jednym z nielicznych tzw. półkowników. Przyczyny wstrzymania emisji filmu nie są jasne (nigdy nie podano ich do publicznej wiadomości). Autor filmu uznał, że film nie został wyemitowany, gdyż jego treść była niewygodna dla medialnej koalicji PiS–SLD. Powodem wstrzymania emisji filmu mogło też być wykorzystanie fragmentu propagandowego programu z roku 1982 „Z archiwum Solidarności”, w którym lektorem był Jacek Skorus, w 2009 szef głównego programu informacyjnego TVP2 – Panorama. Wkrótce okazało się także, że Jacek Skorus w archiwach Służby Bezpieczeństwa występował jako TW „Zbigniew”. Ujawnienie tych faktów nie spowodowało zwolnienia Jacka Skorusa z TVP, za co niektórzy publicyści obciążyli odpowiedzialnością koalicję medialną PiS–SLD.
Fakt wstrzymania emisji filmu przez władze TVP spowodował protesty pod adresem władz PiS, m.in. Młodych Konserwatystów. Z krytyką polityków odpowiedzialnych za sytuację w TVP wystąpiła także Janina Jankowska, przewodnicząca Rady Programowej TVP.
Film został wyemitowany w TVP1 w przeddzień rocznicy wprowadzenia stanu wojennego – 12 grudnia 2012 roku.

## Kontrowersje
Z gwałtowną krytyką filmu wystąpił Piotr Gontarczyk w czasie jego projekcji w Klubie Ronina w Warszawie oraz później na portalu Fronda.pl. Gontarczyk zarzucił autorowi filmu, że jest zaślepiony i chce wybielić Moczulskiego.
W odpowiedzi na te zarzuty Maciej Gawlikowski zarzucił historykowi IPN, że posługuje się  inwektywami zamiast przedstawić merytoryczne argumenty.
Entuzjastyczną recenzję filmu przedstawił Bohdan Urbankowski, szef działu kultury „Gazety Polskiej”.